# SMILES

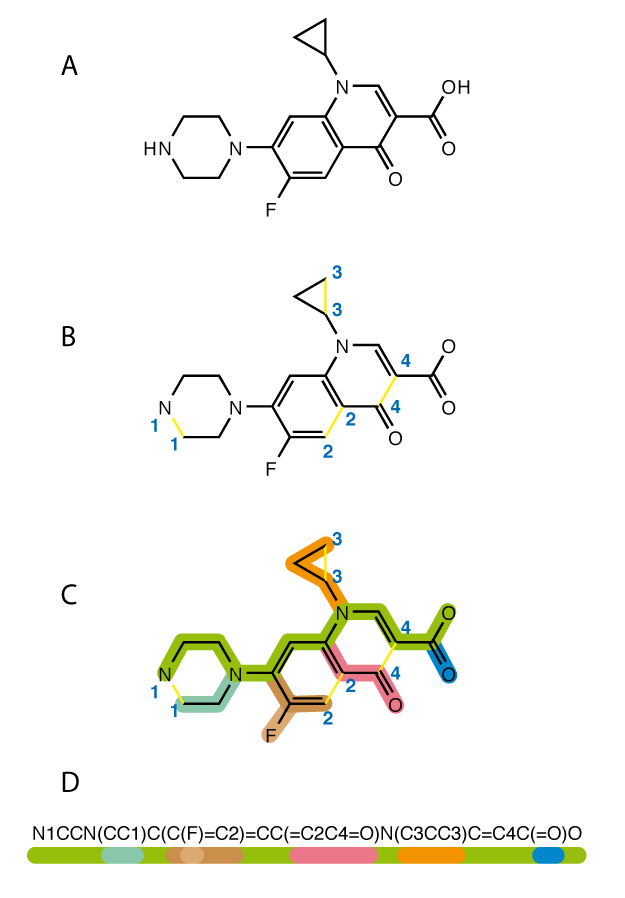
Generació d'SMILES: cicles de trencament, llavors escrites com branques d'una xarxa troncal principal.

N[C@]([H])(C)C(=O)O L-alanina
N[C@@]([H])(C)C(=O)O D-alanina

La nomenclatura SMILES (de l'anglès; Simplified Molecular Input Line Entry Specification, Especificació de Línia Molecular d'Entrada Simplificada), és una manera de representar l'estructura química usant cadenes de caràcters alfanumèrics de tipus ASCII.
Les cadenes de SMILES són molt útils per ser introduïdes en programes especialitzats i representar molècules sense la necessitat de dibuixar la molècula manualment.
El 2006, la IUPAC va introduir l'InChl com a llenguatge estàndard per a les representacions moleculars, encara que es creu que el SMILES és més intel·ligible per a la lectura humana.
Exemples de molècules amb enllaços simples;
- C representa el metà (CH4)
- O representa l'aigua (H₂O)
- CCO representa l'etanol (CH3CH2OH)
- CC(C)C representa el 2-butà (CH3CH(CH3)CH3)

Enllaços dobles(=) i triples(#);
- O=C=O representa el diòxid de carboni (CO₂)
- C#C representa l'acetilè (HC≡CH)
- CC(=O)O representa a l'àcid acètic (CH3COOH)

Hidrocarburs cíclics;
- C1CC1 representa al ciclopropà
- c1ccccc1 representa al benzè

Altres hidrocarburs;
- C/C=C/C representa el (E)-but-2-è (trans-but-2-è)
- C/C=C\C representa el (Z)-but-2-è (cis-but-2-è)

- [C@2H]([OH])([C@2H]([OH])[C](=[O])[O-])[C](=[O])[OH] representa l'àcid tàrtric